# Suillus tomentosus
Suillus tomentosus es una especie de hongo de la familia Suillaceae.

## Clasificación y descripción de la especie
Píleo convexo, con la superficie finamente fibrilosa a escamosa, de color crema a pardo-amarillento, con las escamas más obscuras, de color pardo, y con la superficie víscida. Himenóforo de poros angulares, decurrentes, de color amarillo a pardo-amarillento. El contexto se mancha de azul al exponerse. Estípite excéntrico, de color amarillento con tonos vináceos hacia la base, con numerosas glándulas de color pardo-rojizo, con restos de micelio de color rosado en la base. Basidiosporas de 7.5-9 x 3-4 µm, cilíndricas, con ligera depresión suprahilar, de color pardo-oliváceo a verde-amarillento. Queilocistidios claviformes, con contenido granuloso, de color pardo-anaranjado, abundantes.

## Distribución de la especie
Esta especie se localiza en México, en los estados de Chiapas, Guerrero, Michoacán, Morelos, Nuevo León, Querétaro, Jalisco, Tamaulipas y Veracruz. Se reporta además en el oeste de Estados Unidos, desde el estado de Idaho hasta California.

## Ambiente terrestre
Crece en el suelo de bosques de pino-encino.

## Estado de conservación
Se conoce muy poco de la biología y hábitos de los hongos, por eso la mayoría de ellos no se han evaluado para conocer su estatus de riesgo (Norma Oficial Mexicana 059).